# Forêt de Mourle
La forêt de Mourle est une forêt de conifères et feuillus située dans le département français des Hautes-Pyrénées en région Occitanie.

## Géographie
Elle se trouve principalement dans une enclave de la commune de Lourdes, avec des parties périphériques sur les communes de Saint-Pé-de-Bigorre, Barlest, Loubajac et Montaut (Pyrénées-Atlantiques).
| Bois de Bénéjacq       | Le Lagoin                                                                     | L'Ousse                            |
| La Mouscle Gave de Pau | forêt de Mourle                                                               | L'Ousse                            |
| Gave de Pau            | Forêt de Très Crouts Réserve naturelle régionale du massif du Pibeste-Aoulhet | Lac de Lourdes et forêt de Lourdes |

La rivière Mouscle prend sa source dans la forêt à l'ouest de Poueyferré : c'est une petite rivière des Pyrénées-Atlantiques et un affluent droit du gave de Pau, dans lequel elle se jette à Montaut face aux grottes de Bétharram, entre la Batmale et le Lagoin.

## Histoire

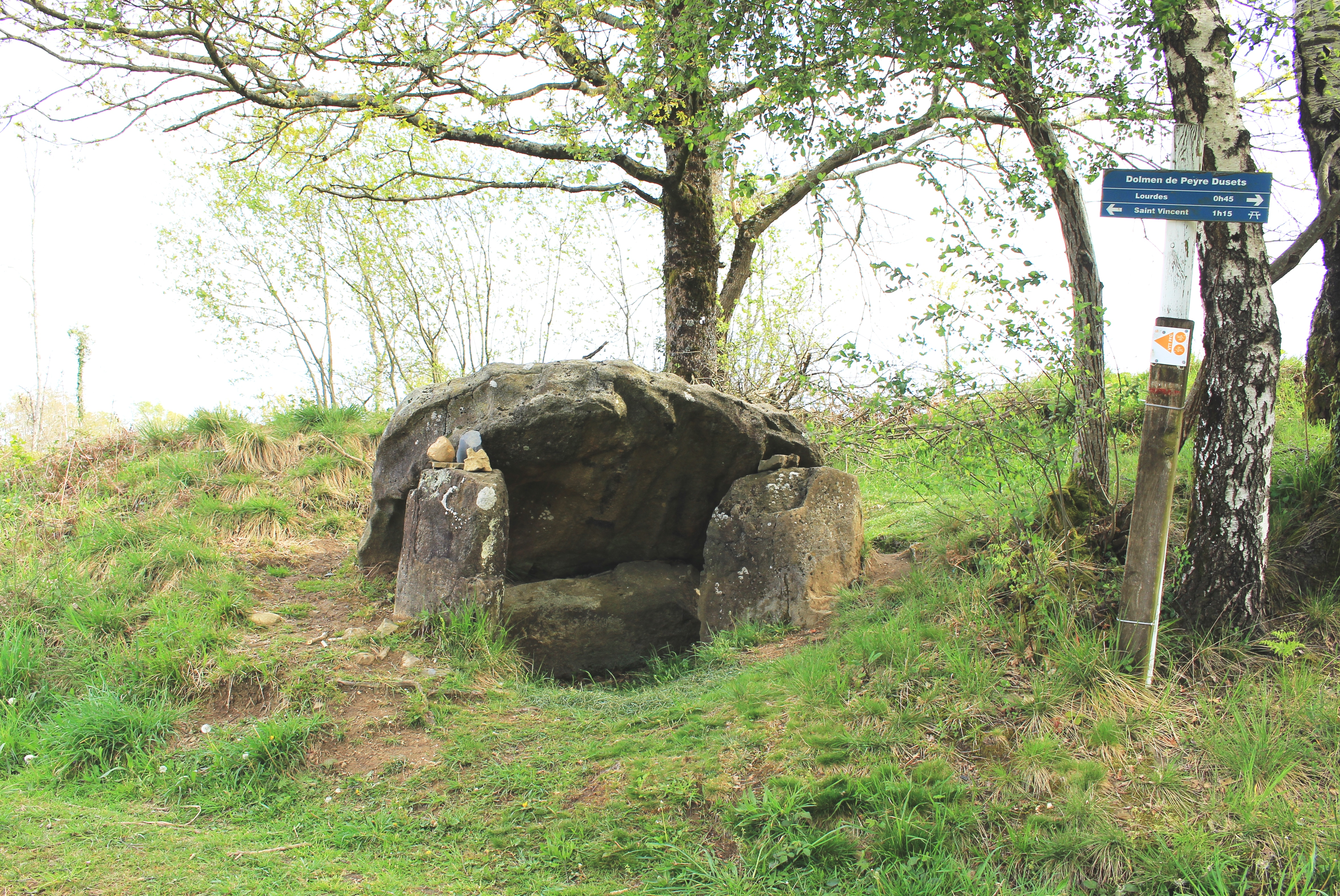
Vue du dolmen de Peyre Dusets en 2021.

En partie est on y trouve le dolmen de Peyre Dusets.